# Пондокоми (Кожани)
Пондокоми (грчки: Ποντοκώμη, Пондокоми) је насељено место у саставу општине Кожани, округ Кожани, у периферији Западна Македонија, Грчка.

## Име
До 1927. године село Пондокоми се звало Ερδομούς (Ердомус), изведено од турског имена села Ердогмуш. (1)

## Географија
Село Пондокоми налази се у источном подножју планине Црвена Гора (Вуринос).

## Историја

### Османски период
На крају 19. века Ердогмуш је турско село у југозападном делу Кајларске казе Османске империје.
По статистикама службеника Бугарске егзархије Ваила К'нчова из 1900. године, Ердогмуш је турско село у Кајларској кази. (2)
По статистикама грчког конзулата у Еласони 1904. године, у селу живи 875 Турака. (3)

### ПослеБалканских ратова
У Првом балканском рату 1912. године, село је ослободила грчка војска. После Другог балканског рата и договора око поделе османске области Македоније село улази у састав Краљевине Грчке. Према попису из 1913. године, забележено је 977 становника.(4)
После Грчко-турског рата дошло је до договора зараћених страна око размене становништва. Село је потпуно напуштено, а становништво се иселило у Турску. На њихово место дошли су Понди, грчке избеглице из Турске са обала Црног мора. Селу је промењено име у Пондокоми што у преводу значи Понтијско село, а по статистикама из 1928. године има 299 избегличких породица са 1.093 становника. (5)
Данас у селу живи 1.316 становника.